# Club nautique Libourne 1876
 (octobre 2012).
Pour les articles homonymes, voir CNL.
Le Club nautique de Libourne (CNL) est un club d'aviron et de voile situé à Libourne (lac des Dagueys). Il compte environ 200 licenciés en 2015.

## Histoire
Le club est fondé en 1876 par Juhel Renoy avec l'aide de ses amis.

## Classement
|                     | 1993 | 1994 | 1995 | 1996 | 1997 | 1998 | 1999 | 2000 | 2001 | 2002 | 2003 | 2004 | 2005 | 2006 | 2007 | 2008 | 2009 | 2010 | 2011 |
| ------------------- | ---- | ---- | ---- | ---- | ---- | ---- | ---- | ---- | ---- | ---- | ---- | ---- | ---- | ---- | ---- | ---- | ---- | ---- | ---- |
| Classement général  |      |      |      |      |      |      |      |      |      |      |      |      |      |      |      | 60   | 74   | 19   | 3    |
| Division            |      |      |      |      |      |      |      |      |      |      |      |      |      |      |      |      |      |      |      |
| Classement masculin |      |      |      |      |      |      |      |      |      |      |      |      |      |      |      |      |      |      |      |
| Classement féminin  |      |      |      |      |      |      |      |      |      |      |      |      |      |      |      |      |      |      |      |
| Classement jeune    |      |      |      |      |      |      |      |      |      |      |      |      |      |      |      |      |      |      |      |